# Escuela Superior de Música Franz Liszt Weimar

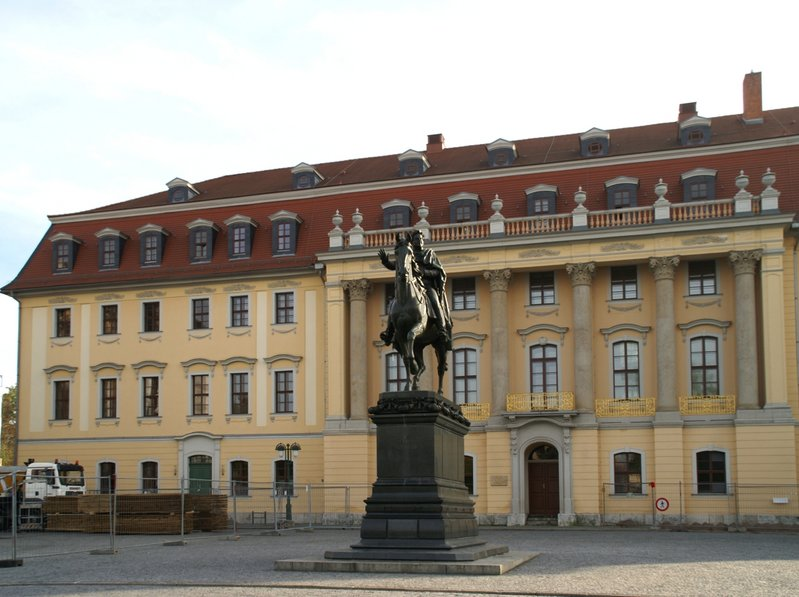
Edificio principal en la plaza de la Democracia (Platz der Demokratie).

La Escuela Superior de Música Franz Liszt Weimar (en alemán: Hochschule für Musik Franz Liszt Weimar) es una escuela de música ubicada en Weimar (Alemania) y fundada en 1872.

## Historia
Después de haber sido  Kapellmeister (maestro de capilla) de Carlos Alejandro, gran duque de Weimar desde 1842 hasta 1861, Franz Liszt regresó a partir de 1866 a la capital de Gran Ducado y permaneció allí durante varios meses cada año hasta su muerte, impartiendo clases magistrales allí. Ejerciendo una gran influencia en la vida musical de Weimar, abogaba por la creación de una escuela para formar instrumentistas. La escuela fue fundada el 24 de junio de 1872 por Carl Müllerhartung (anteriormente director de coro en Eisenach), con el apoyo de Liszt, quien lo había llevado a Weimar en 1864.
En 1902, la escuela de música se convirtió en Escuela de Música del Gran Ducado  y luego, en 1919, en Escuela de Estado, marcando su institucionalización.  También cuenta con una de las antiguas residencias granducales que será uno de los principales edificios que aún ocupa.

## Campus
La escuela está ubicada en varios edificios diferentes en el centro de la ciudad de Weimar (Alemania).

## Cursos
La escuela ofrece programas para todos los instrumentos orquestales, piano, dirección, composición, jazz, teatro musical y pedagogía musical.

## Principales edificios de la escuela

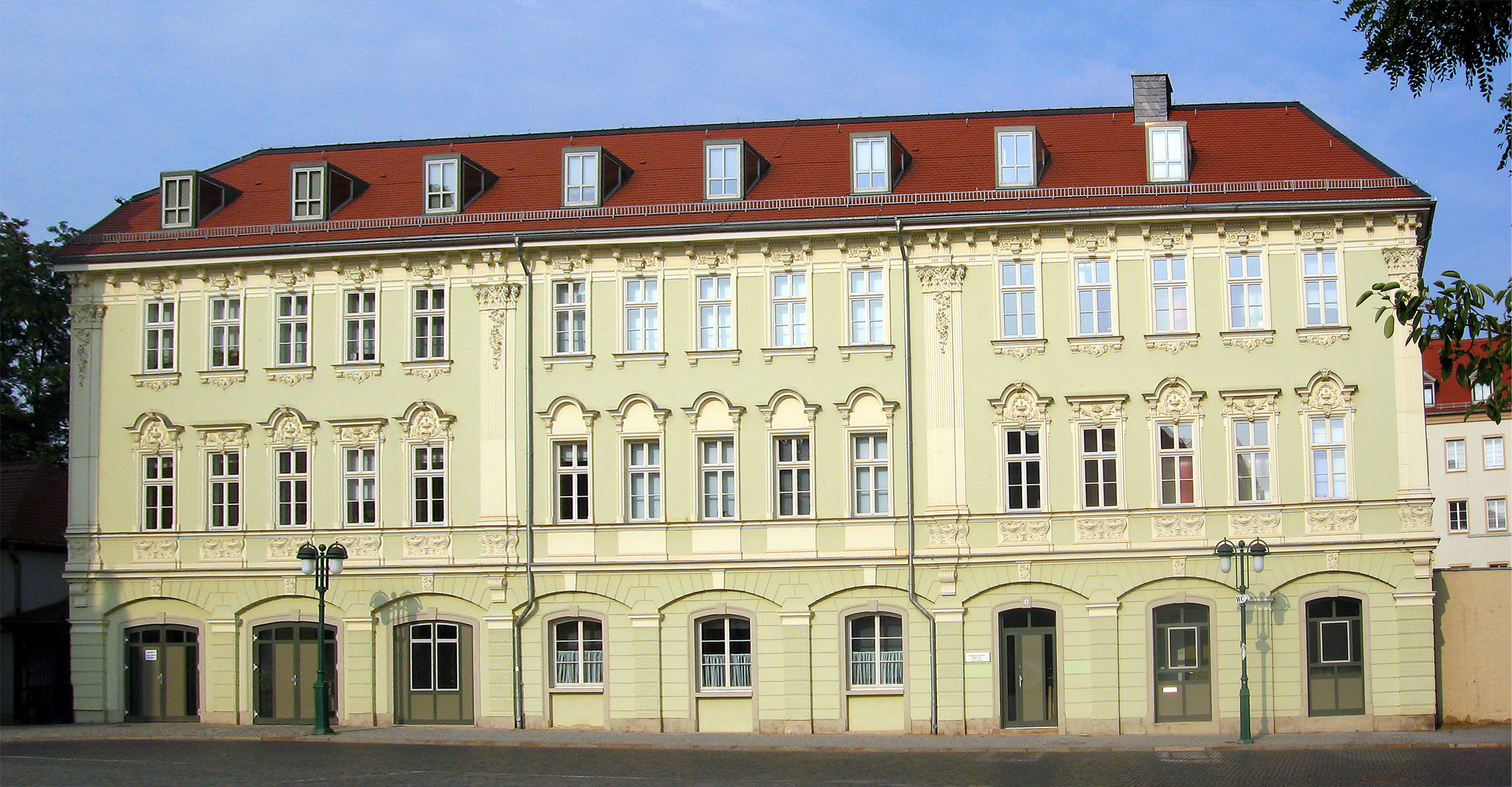
Rößlersche Haus, edificio que alberga los servicios administrativos de la escuela
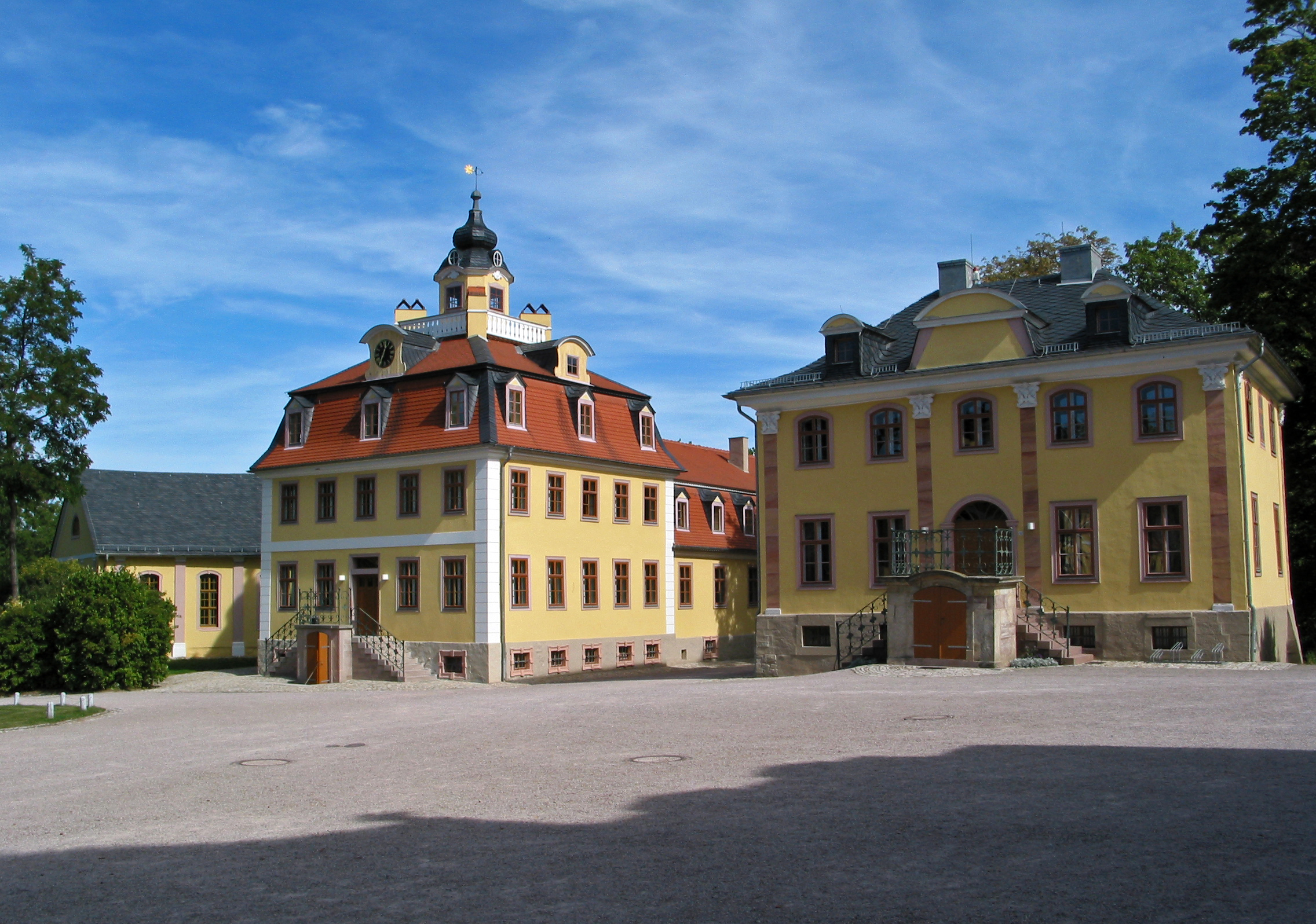
Kavaliershaüser en el castillo de Belvedere, donde se agrupan tres institutos: guitarra, canto y música de teatro
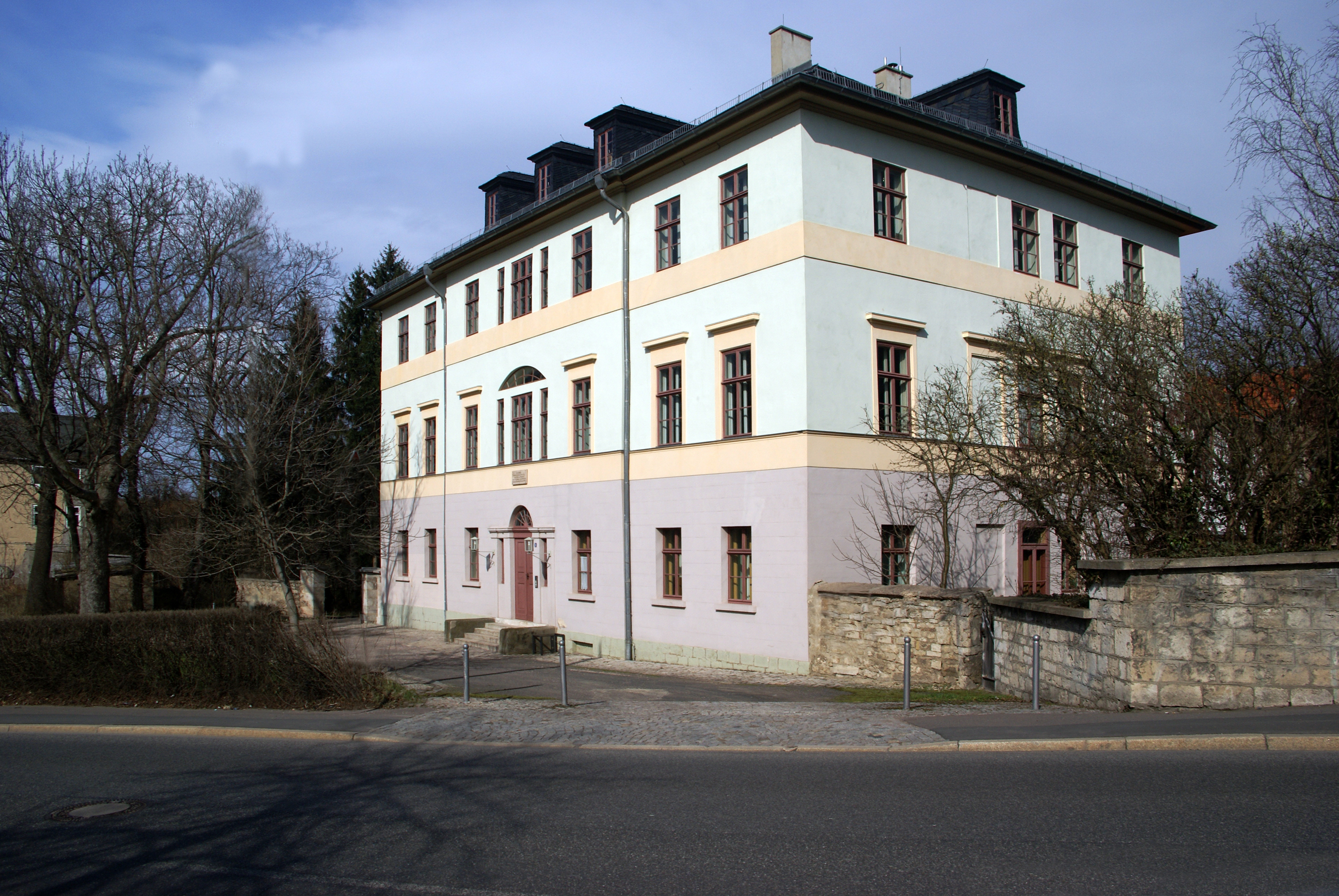
El Altenburg, antigua residencia de Liszt de 1848 a 1861, hoy ocupada por varios departamentos de la escuela (música judaica, jazz)
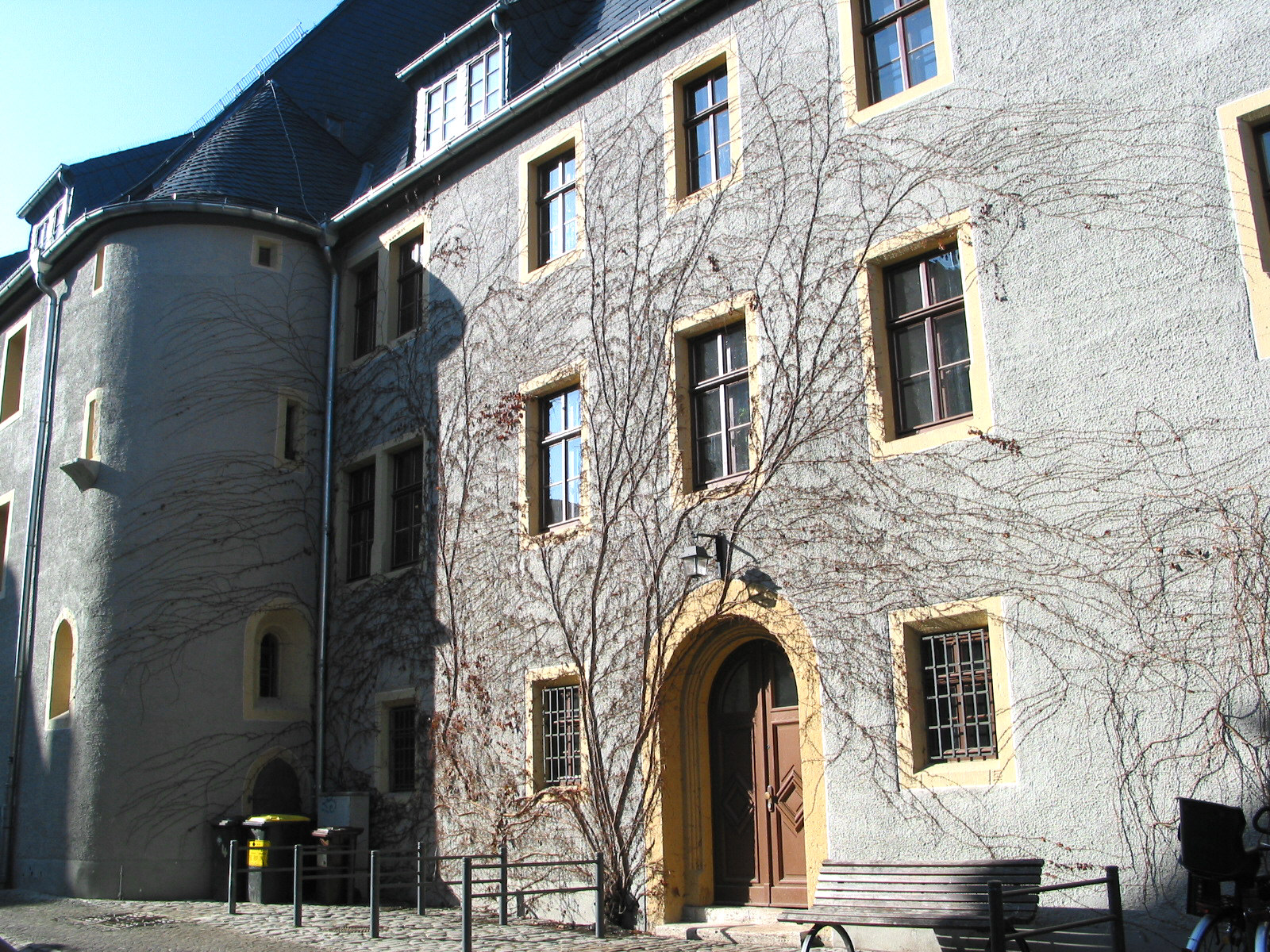
Antiguo monasterio franciscano.[3] Hoy aglutina la formación en música religiosa.